# Józef Langosz
Józef Langosz (ur. 3 marca 1924 w Krakowie) – polski górnik i polityk, poseł na Sejm PRL IV kadencji.

## Życiorys
Z zawodu górnik strzałowy, ukończył Zasadniczą Szkołę Górniczą w 1941, po czym został zatrudniony w kopalni „Makoszowy” w Zabrzu. Wcielony do wojska niemieckiego, służył na froncie włoskim, na którym przebywał w niewoli. W 1945 wrócił do Polski i powrócił do pracy w „Makoszowach”. Wchodził w skład prezydium rady robotniczej w swoim zakładzie pracy. W 1954 został członkiem Polskiej Zjednoczonej Partii Robotniczej, był członkiem egzekutywy podstawowej organizacji partyjnej, plenum komitetu zakładowego i członkiem egzekutywy oddziałowej organizacji partyjnej. W 1965 uzyskał mandat posła na Sejm PRL IV kadencji z okręgu Gliwice, w parlamencie pracował w Komisji Budownictwa i Gospodarki Komunalnej.
Brał udział we współzawodnictwie pracy, trzykrotnie otrzymał Odznakę Przodownika Pracy, a zespół, którym kierował, otrzymał w 1963 tytuł Brygady pracy Socjalistycznej. Odznaczony Brązowym, Srebrnym i Złotym Krzyżem Zasługi.